# 八穀增廿六
天貓座2，又名BD+59 959，HD 43378、SAO 25665、HR 2238，是天貓座的一颗恒星，视星等为4.48，位于銀經155.59，銀緯19.12，其B1900.0坐标为赤經6h 10m 48s，赤緯+59° 19.12′ 50″。